# Wagontire
Wagontire az Amerikai Egyesült Államok északnyugati részén, Oregon állam Harney megyéjében, a U.S. Route 395 mentén elhelyezkedő önkormányzat nélküli település.
Nevét a Wagontire-hegyről kapta. 1986 és 1997 között két lakosa volt (William és Olgie Warner); telkükön benzinkút, bolt és lakókocsipark is volt. A repülőtérre érkező gépek taxizása a közúton keresztül zajlott.
A területet 1999-ben megvásárolta Ellie Downing.

## Fordítás
- Ez a szócikk részben vagy egészben  a   Wagontire, Oregon című angol Wikipédia-szócikk ezen változatának fordításán alapul.  Az eredeti cikk szerkesztőit annak laptörténete sorolja fel. Ez a jelzés csupán a megfogalmazás eredetét és a szerzői jogokat jelzi, nem szolgál a cikkben szereplő információk forrásmegjelöléseként.